# Dismal Ridge
Dismal Ridge (englisch für Trüber Grat) ist ein gegabelter Bergkamm in der Royal Society Range des ostantarktischen Viktorialands. Er erstreckt sich vom Sattel zwischen Mount Kempe und Mount Huggins in nördlicher und östlicher Richtung.
Teilnehmer einer von 1960 bis 1961 dauernden Kampagne im Rahmen der neuseeländischen Victoria University’s Antarctic Expeditions nahmen die Benennung vor. Namensgebend waren die Wetterbedingungen, auf die die Mannschaft hier im Januar 1961 traf und welche die Errichtung eines Nahrungsmitteldepots mittels Hubschrauber erschwerten.